# Olrish Saurel
Olrish Saurel (ur. 13 września 1985) – haitański piłkarz występujący na pozycji obrońcy. Zawodnik klubu Miami United.

## Kariera klubowa
Saurel karierę rozpoczynał w zespole Don Bosco FC. Jego barwy reprezentował do roku 2011. Wówczas odszedł do klubu Chainat FC z Tajlandii, grającego w drugiej lidze. W sezonie 2011 wywalczył z nim awans do Thai Premier League. Po zakończeniu tamtego sezonu wrócił do Don Bosco. W 2013 roku był zawodnikiem drużyny Antigua Barracuda z Antigui i Barbudy, grającej w amerykańskiej lidze USL Pro, stanowiącej trzeci poziom rozgrywek.
W 2014 roku Saurel ponownie grał dla Don Bosco, a w 2015 roku wyjechał do Etiopii, gdzie był zawodnikiem zespołów EEPCo, Sidama Coffee oraz Dire Dawa City. W 2018 grał w AS Capoise, z którym został mistrzem Haiti. W 2019 przeszedł do Miami United.

## Kariera reprezentacyjna
W reprezentacji Haiti Saurel zadebiutował w 2007 roku. W tym samym roku został powołany do kadry na Złoty Puchar CONCACAF. Nie zagrał jednak na nim w żadnym meczu, a Haiti zakończyło turniej na fazie grupowej.
W 2013 roku ponownie znalazł się w drużynie na Złoty Puchar CONACACAF. Wystąpił na nim w meczu z Hondurasem (0:2), Haiti zaś ponownie odpadło z turnieju po fazie grupowej.
W latach 2007–2013 w drużynie narodowej rozegrał 20 spotkań i zdobył 2 bramki.